# Bronisław Nartowski

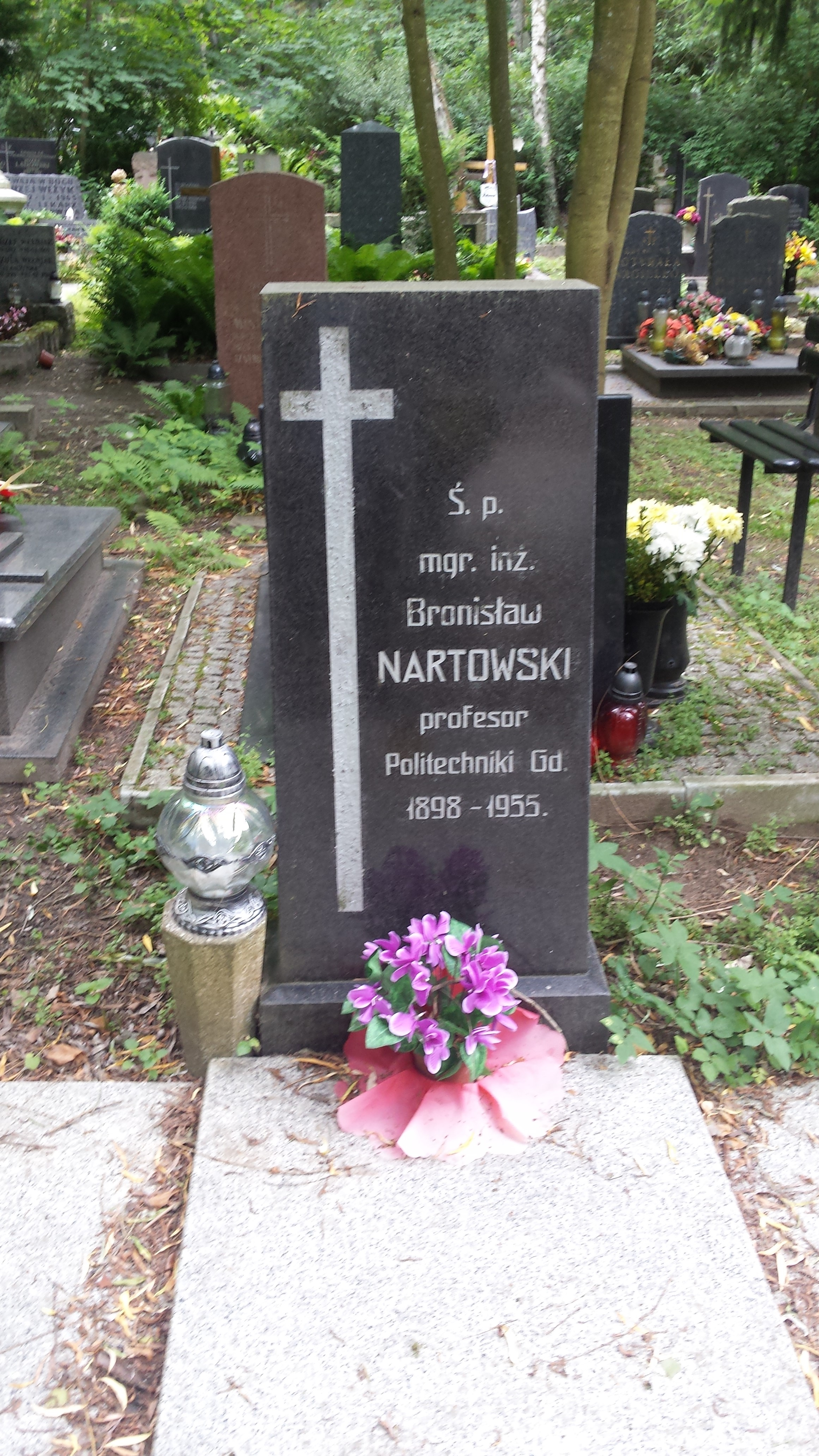
grób prof. Bronisława Nartowskiego na cmentarzu Srebrzysko w Gdańsku

Bronisław Nartowski (ur. 15 marca 1898 we Lwowie, zm. 15 kwietnia 1955 w Gdańsku) – polski wojskowy, żołnierz I wojny światowej, chemik, docent Politechniki Gdańskiej. Specjalizował się w chemii nieorganicznej.

## Życiorys
Podczas I wojny światowej żołnierz w armii austriackiej, od 1918 podoficer w armii polskiej. W 1919 był w Szkole Podchorążych Wojsk Kolejowych. Zwolniony w stopniu podporucznika w wojskach saperskich. Ukończył studia na Politechnice Lwowskiej we Lwowie (1924), gdzie pracował do 1928. Był inżynierem chemikiem w Chemicznym Instytucie Badawczym. W latach 1928–1939 pracował w Państwowej Fabryce Związków Azotowych w Tarnowie-Mościcach. Był tam kierownikiem Oddziału Amoniaków. Inżynier w Biurze Studiów i Planów Trustu Soli Potasowych, od 1941 asystent na Politechnice Lwowskiej w Katedrze Chemii Ogólnej. Podczas II wojny światowej był zawiadowcą składu paliw w Kołomyi i Stanisławowie. Nauczyciel chemii i fizyki w gimnazjum w Kołomyi (1944-1945). Od czerwca 1945 w Polsce, chemik w Fabryce Przetworów Owocowych w Gumniskach. Od lipca 1945 roku pracował w Państwowych Zakładach Syntezy w Dworach koło Oświęcimia, gdzie od sierpnia 1946 był szefem Oddziału Chemicznego. W 1949 roku uruchomił produkcję benzyny syntetycznej. 
Wykładowca Politechniki Gdańskiej (1948-1955). Zastępca profesora (1950-1953), kontraktowy profesor nadzwyczajny (1953-1954), docent (1954-1955). Kierownik Katedry Technologii Paliw, Smarów i Wody (1948-1951), Katedry Technologii Ogólnej Nieorganicznej (1951-1955) na Wydziale Chemicznym. Członek Polskiego Towarzystwa Chemicznego. Był autorem ponad 12 prac naukowych. 
Pochowany na cmentarzu Srebrzysko (rejon IX, kwatera profesorów, rząd 1).